# Северный тонкотелый лемур
Северный тонкотелый лемур (лат. Lepilemur septentrionalis) — вид лемуров из семейства Лепилемуровые. Эндемик Мадагаскара.

## Описание
Северные тонкотелые лемуры — одни из самых маленьких представителей рода лепилемуров. Длина тела составляет в среднем 28 см, длина хвоста в среднем 25 см. Вес от 0,7 до 0,8 кг. Шерсть серо-коричневая, на макушке тёмно-коричневая. От макушки по спине идёт тёмно-серая полоса. Нижняя часть тела серая. Подушечки пальцев широкие, мясистые, что улучшает сцепление с ветвями деревьев. Глаза большие, приспособлены к ночному образу жизни. Слепая кишка увеличена, что говорит от растительном рационе. Уши меньше, чем у других представителей рода.

## Распространение
Встречаются на крайнем севере Мадагаскара, к северу от реки Ируду в небольших участках леса возле деревень Мадирубе и Анкарунгана в регионе Сахафари (Sahafary), а также в непосредственной близости от Андрахуны (Andrahona), небольшого горного образования в 30 километрах от города Анциранана. Встречаются на высоте не более 300 метров.

## Поведение
Ночные древесные животные. Днём спят в дуплах или сплетениях ветвей деревьев на высоте от 1 до 8 метров над поверхностью земли. Передвигаются в основном скачками. В рационе преимущественно листья, а также цветы и фрукты. Самцы ведут одиночный территориальный образ жизни, их территория пересекается с территорией одной или более самок, с которыми они спариваются во время брачного сезона. Беременность длится от 120 до 150 дней, в помёте обычно один детёныш. Сезон рождений с сентября по декабрь. Самцы не принимают участие в воспитании потомства. Детёныши питаются молоком до четырёх месяцев, однако зависимы от матери до годовалого возраста. Половая зрелость наступает в возрасте около 18 месяцев.

## Статус популяции
Международный союз охраны природы присвоил этому виду охранный статус «Вымирающий». Численность популяции в дикой природе оценивается в несколько сотен особей. Ареал сильно фрагментирован, в каждом из фрагментов обитает не более 50 особей. Основные угрозы виду — охота и разрушение среды обитания. Вид занесён в список «25 самых уязвимых приматов».